# 布德尼
布德尼（Budhni），是印度中央邦Sehore县的一个城镇。总人口13862（2001年）。

## 人口
该地2001年总人口13862人，其中男性7593人，女性6269人；0—6岁人口1957人，其中男1018人，女939人；识字率70.98%，其中男性为77.85%，女性为62.66%。